# Winton, Cumbria
Winton är en by och en civil parish i Cumbria i England. Orten har 213 invånare (2001).